# Pays Sud Calvados
 (juillet 2025).
Motif : Sans sources secondaires.
- Archive Wikiwix
- Bing
- Cairn
- DuckDuckGo
- E. Universalis
- Gallica
- Google
- G. Books
- G. News
- G. Scholar
- Persée
- Qwant
- (zh) Baidu
- (ru) Yandex
- (wd) trouver des œuvres sur Wikidata

| 1. | Préciser le motif de la pose du bandeau. | Précisez le motif de la pose du bandeau en utilisant la syntaxe suivante : {{admissibilité à vérifier\|date=juillet 2025\|motif=remplacez ce texte par le motif}}                      |
| 2. | Informer les utilisateurs concernés.     | Pensez à avertir le créateur de l'article, par exemple, en insérant le code ci-dessous sur sa page de discussion : {{subst:avertissement admissibilité à vérifier\|Pays Sud Calvados}} |

Le Pays Sud Calvados était structure de regroupement de collectivités locales française, située dans le département du Calvados et la région Basse-Normandie.
L'association portant la structure a été dissoute en décembre 2018.

## Description
3 communautés de communes
- Communauté de communes du pays de Falaise
- Communauté de communes de la Suisse Normande
- Communauté de communes Condé Intercom

## Sources
- [image] Conseil régional de Basse-Normandie, « Le maillage du territoire en Basse-Normandie », 1er janvier 2008 (consulté le 21 septembre 2008)